# Поштова листівка

Поштові листівки (до 1925 р.)

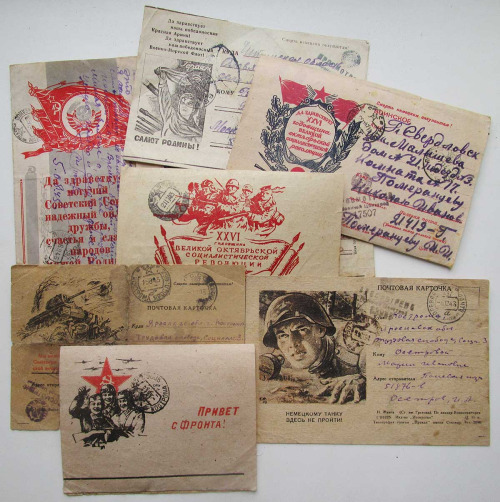
Друковані поштівки доби війни 1941—1945 рр., СРСР

Пошто́ва листі́вка, а також листі́вка, пошті́вка, заст.| пошто́ва ка́ртка, відкри́тка — відкритий лист на цупкому прямокутному аркуші паперу, що містить зазвичай адресу, поштову марку та зображення з одного боку і текст повідомлення з іншого.
Колекціонування поштових листівок називається філокартією.

## Опис

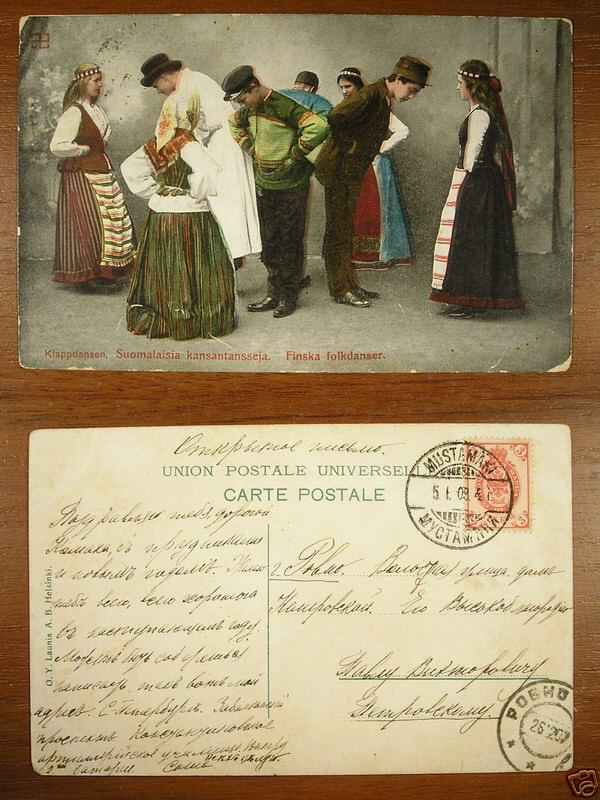
Листівка із зображенням фінських танцюристів була відправлена з Мустамяки до Рівного (Російська імперія, 1907)

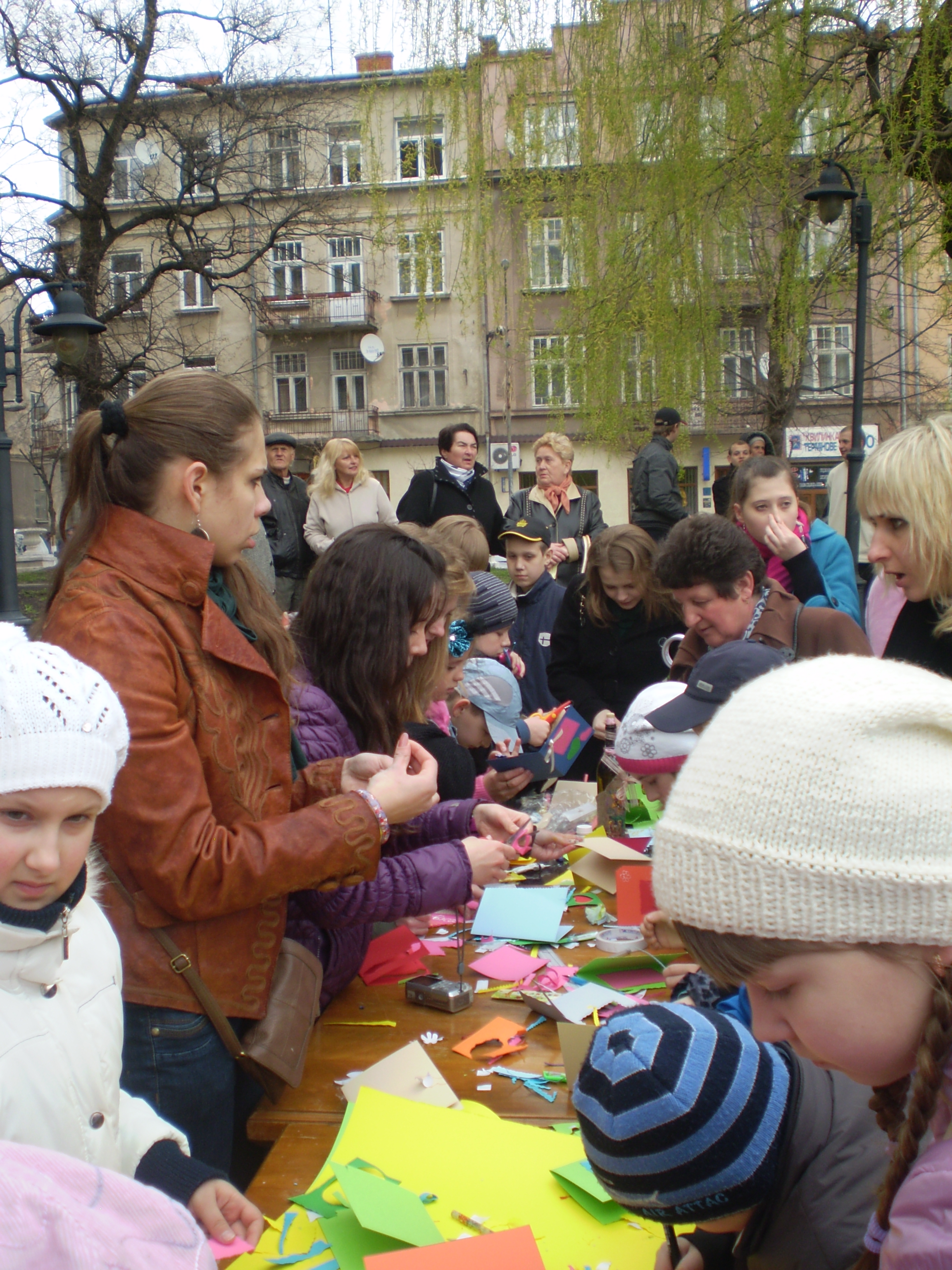
Виготовлення дітьми Великодніх поштівок на площі біля пам'ятника Юрію Дрогобичу в Дрогобичі під час Великої Гаївки 17 квітня 2012 року

На лицьовому боці листівки знаходиться будь-яке повноформатне зображення, а її зворотна частина призначена для написання повідомлення і адреси отримувача та відправника, а також для наклеювання поштової марки. Часто марка друкується на листівці. Листівка може бути і не поштовою. У цьому випадку на ній немає поштової марки, це просто картка з цупкого паперу (картону) за розміром звичайного конверту.

## Види листівок
Ілюстровані листівки поділяються на художні (репродукційні та оригінальні) та документальні (фотолистівки).
Листівки, що випускаються поштовими відомствами, як правило, мають друкований знак поштової оплати і називаються маркованими поштовими листівками; на художніх немаркованих листівках передбачено місця для його наклеювання.
Зазвичай листівки використовуються для привітання з днем народження або іншими пам'ятними датами.
Вітальні листівки
Точна дата появи на світ першої листівки донині невідома. Приблизно наводять числа 150—200 років тому.
Так, за однією з версій, перша різдвяна листівка з'явилася в Англії 1794 року[джерело?]. Якийсь художник Добсон у вигляді поздоровлення із святом відправив своєму другові картинку із зображенням сімейства навколо ялинки. Другові це сподобалося, і наступного року Добсон виготовив декілька десятків подібних карток і розіслав їх всім своїм знайомим. А ще через декілька років знайшовся підприємець, що пустив мальовані привітальні картки в продаж. За іншою версією, вперше різдвяні листівки з'явилися 1841 року у вітрині книжкового магазину в Шотландії, щоправда існує також думка, що шотландці придумали цю версію, щоб позбавити англійців слави першовідкривачів. Цікаво, що і сьогодні різдвяні та новорічні листівки є найпопулярнішими серед всіх поштових карток.
Перша поштова картка була випущена в Австро-Угорщині. 1 жовтня 1869 року у поштовому обізі цієї країни з'явилася «кореспондентська картка» зі штампованою маркою вартістю в два крейцери. Під час франко-прусської війни 1870—1871 років у протиборчих арміях Франції та Німеччини також народилася ідея розмістити на картці ілюстрації. Деякі солдати стали поштові картки для рідних малюнками. Ця ідея була оперативно сприйнята комерсантами. За французькою версією перша ілюстрована поштова картка (листівка) була випущена книготорговцем Леоном Бенардо з Бретані, за німецькою — книготорговцем А. Шварцем з Ольденбурга.
З другої половині XIX століття вітальні листівки починають друкуватися в багатьох європейських країнах. Їх кількість вже обчислюється мільйонами. Спочатку на листівках найчастіше зображалося немовля Христос в яслах або інші релігійні сюжети. Пізніше з'являється Санта Клаус і композиції з квітів, гілок та ялинкових прикрас. До Росії вітальні листівки спочатку привозилися з-за кордону, переважно з Німеччини. Перші російські різдвяні листівки були випущені з добродійною метою Петербурзьким піклувальним комітетом, що видав до Різдва 1898-го серію з десяти листівок за малюнками відомих петербурзьких художників.
Перші листівки в Україні з'явилися у 1895 році Це сталося завдяки "антимонопольному" розпорядженню від 1894 року, що обмежило виняткові права на виробництво листівок поштового департаменту Російської імперії. І менше ніж через рік київський видавець Степан Кульженко надрукував першу партію поштових листівок з видами рідного міста. Пізніше ця серія була доповнена пейзажами та пам'ятними місцями інших міст України.
У 1917 році вийшли перші поштові листівки присвячені Українським визвольним змаганням. Вони були присвячені Легіону УСС. Як правило були оформлені художниками Ю. Буцманюком та І. Іванцем. Особливо багато таких поштівок вийшло в період ЗУНР. Згодом оформилося в низку поштових серій що видавалися як в Галичині, так і українськими емігрантами у Чехословаччині, США та Канаді.
З приводу появи перших радянських вітальних листівок існують деякі розбіжності. Одні джерела стверджують, що вперше вони були видані обмеженим тиражем до Нового, 1942 року. За іншою версією, в грудні 1944 із звільнених від фашизму країн Європи радянські солдати стали присилати своїм родичам небачені досі барвисті іноземні новорічні листівки, і партійне керівництво вирішило, що потрібно налагодити виробництво власної, «ідеологічно витриманої» продукції. Масовий випуск новорічних листівок почався тільки у 50-х. На перших радянських новорічних листівках зображалися щасливі мами з хлоп'ятами і башти Кремля, пізніше до них приєдналися Дід Мороз і Снігуронька. А вже через деякий час промисловість випускала щонайширший асортимент листівок, що приємно радували око на вітринах газетних кіосків, заповнених традиційно непомітною друкарською продукцією. І хай якість друку і яскравість фарб радянських листівок поступалися імпортним, ці недоліки компенсувалися оригінальністю сюжетів і високим професіоналізмом художників.

## Сучасні листівки
Сучасні листівки стали яскравіші і розмаїтіші. З'явилися новорічні листівки з «приколами», чого раніше не було і в думках, відзначаються тенденції до деякої стандартизації зображень, явно навіяної діснеєвськими сюжетами. Чомусь геть зникли лялькові листівки[джерело?], що були фотографіями бутафорських засніжених будиночків з сніговиками — завдяки тривимірності казкового маленького світу, що зображається, такі листівки володіли особливою привабливістю. Якщо раніше практично всі листівки випускалися за участю професійних художників, то в наш час[коли?] з'явилася велика кількість дешевих листівок з низькою художньою цінністю та віртуальні листівки.

## Київ на старих поштівках

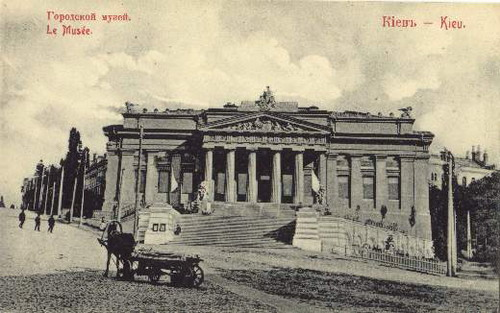
Міський музей, 1900 рік
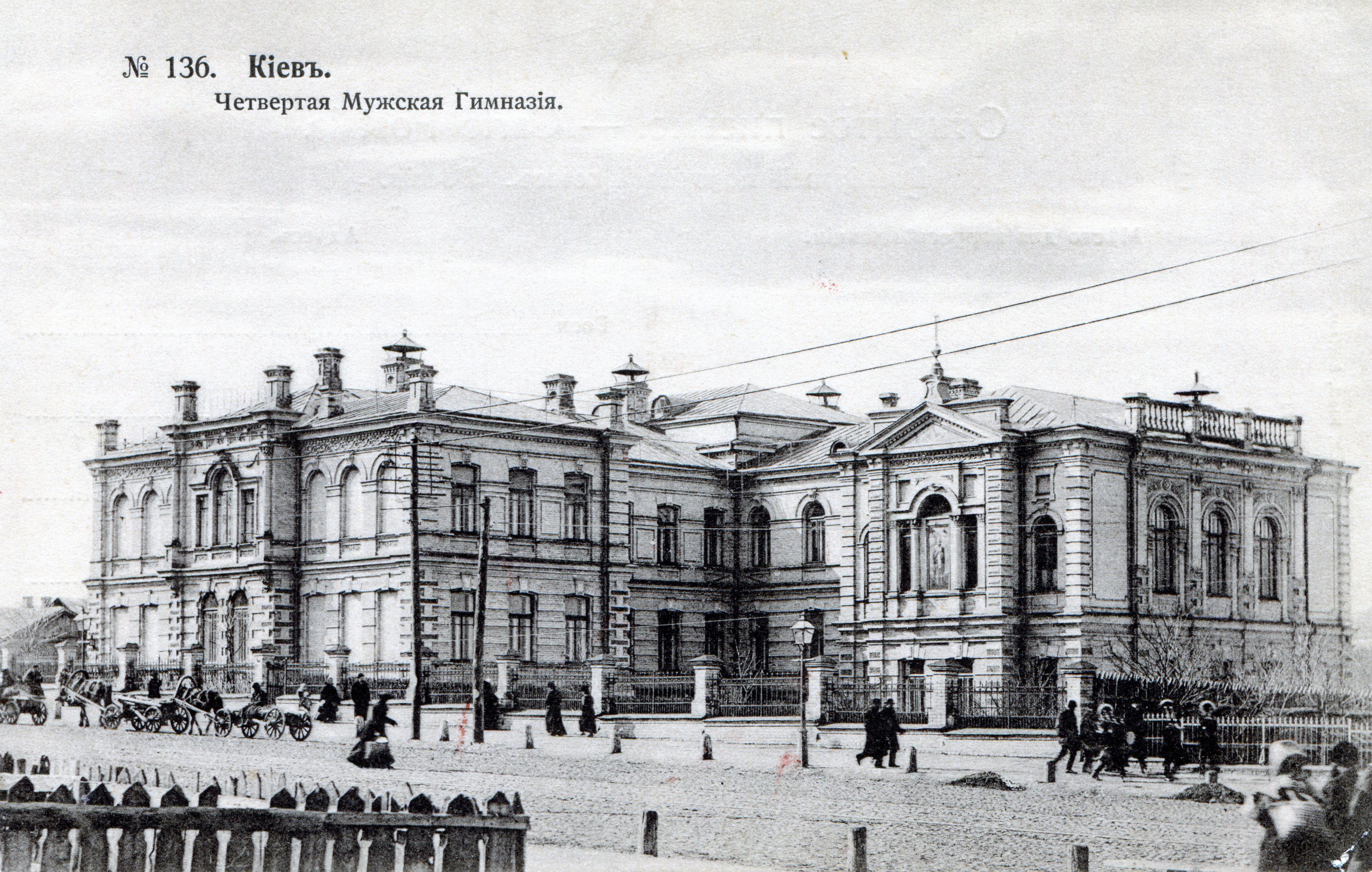
Четверта гімназія
Будинок архітектора Павла Альошина, 1930-ті роки
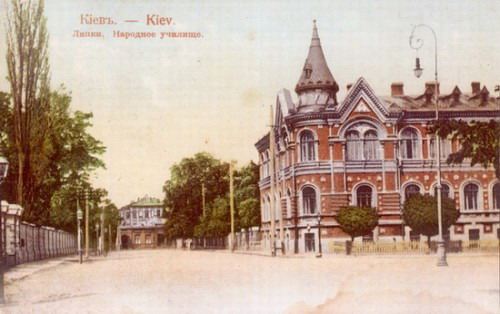
Народне училище в Липках, 1910 рік
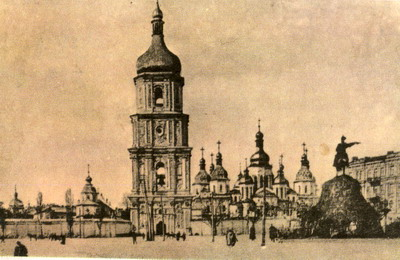
Софійська площа, 1914 рік
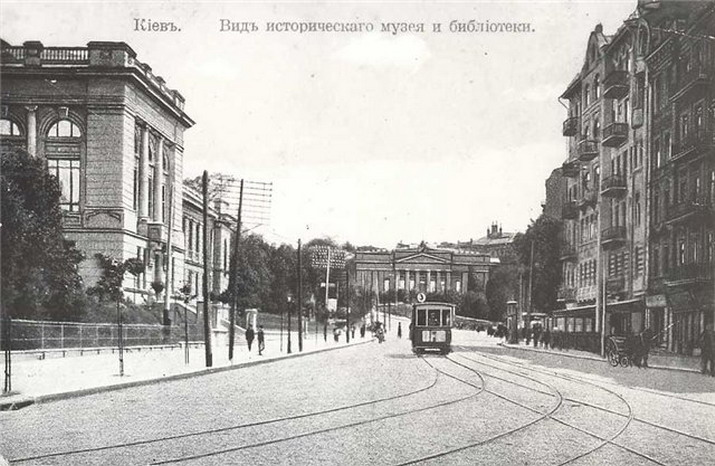
Олександрівська вулиця, 1910 рік

## Львів на старих поштівках

Залізничний вокзал
Університет
Монастир бернардинів
Костел отців єзуїтів

## Маріуполь на старих поштівках

Поштівка доби сецесії
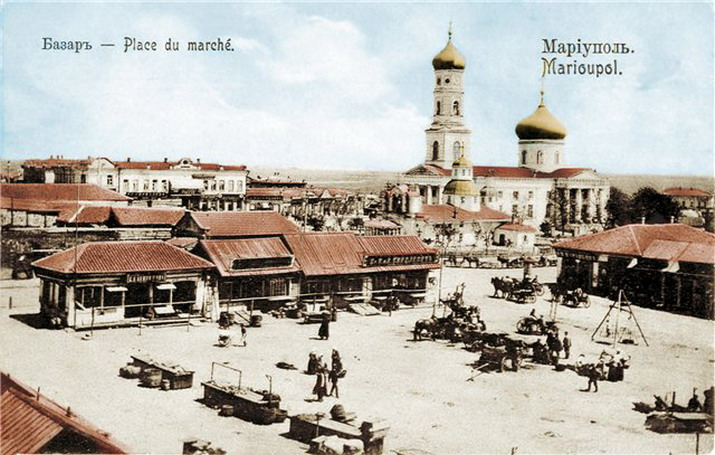
Ринкова площа
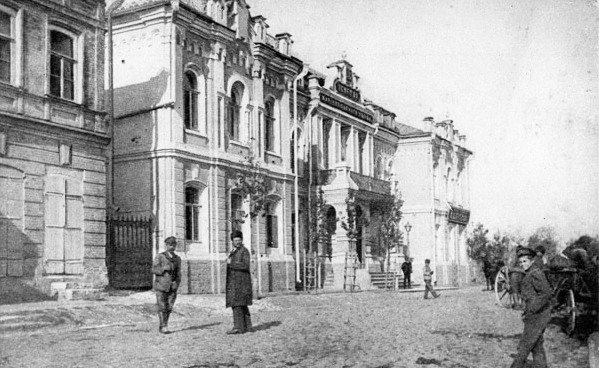
Земська управа
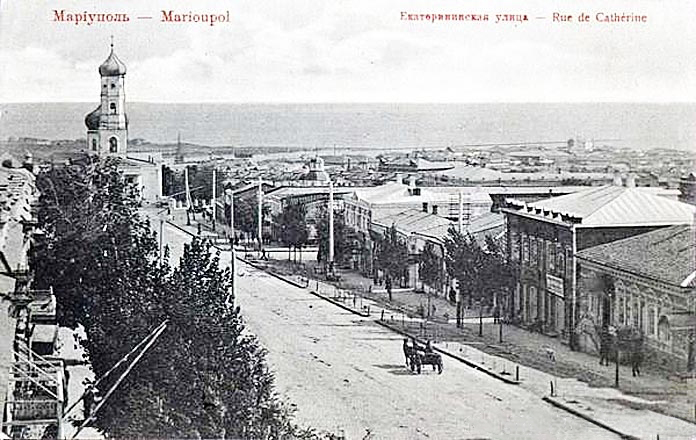
Катерининська вулиця
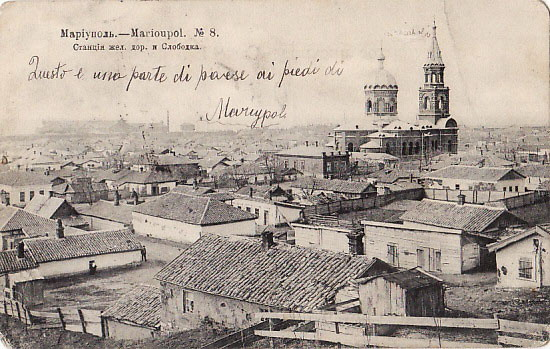
Церква Св. Костянтина і Єлени в Слобідці